# Rewolucjonistka Utena
Rewolucjonistka Utena (jap. 少女革命ウテナ Shōjo kakumei Utena) – shōjo-manga autorstwa Chiho Saitō. Pierwszy rozdział mangi opublikowany został w Japonii w 1996 roku w magazynie Ciao. Główna opowieść składa się z 5 tomów, natomiast szósty zawiera jej alternatywną wersję.
Na podstawie mangi powstała 39-odcinkowa seria anime, które zostało wyemitowane w 1997 roku. Stanowi on adaptację pierwszych pięciu tomów mangi. Tom szósty został zekranizowany w 1999 roku w formie filmu pełnometrażowego.
Na podstawie mangi i anime powstała również gra komputerowa Shōjo kakumei Utena: Itsuka kakumeisareru monogatari (visual novel z elementami dating sim), zaś w latach 1997–2000 wystawiono trzy przedstawienia teatralne inspirowane Uteną.
W Polsce manga została wydana w latach 2007–2009 przez wydawnictwo Waneko. Film został wydany w Polsce przez Anime Virtual.

## Opis fabuły
Utena Tenjō jest nastolatką, która w wieku sześciu lat straciła rodziców. Zrozpaczona dziewczynka błąkała się po mieście, podczas ulewy wpadając do rzeki. Uratowana została przez tajemniczego księcia, który zrobił na niej ogromne wrażenie. Pod wpływem jego słów, Utena sama postanawia zostać księciem, co wyraża m.in. poprzez sposób ubierania się i swoją osobowość. Po ukończeniu gimnazjum trafia do Akademii Ōtori, elitarnej uczelni z internatem. Chcąc trafić do swojego dormitorium, gubi się na terenie kampusu, trafiając do ogrodu różanego, gdzie widzi chłopaka bijącego dziewczynę, którego powstrzymuje przewodniczący samorządu uczniowskiego. Utena dowiaduje się, że chłopakiem, który bił dziewczynę, jest Kyōichi Saionji. Nazajutrz na szkolnej tablicy ogłoszeń chłopak wywiesza listy miłosne, które otrzymał od jednej ze swoich fanek. Zdenerwowana jego narcystycznym zachowaniem Utena wyzywa go na pojedynek. Na chwilę przed pojedynkiem zauważa dziewczynę, nad którą znęcał się Saionji; okazuje się, że jest ona Różaną Oblubienicą, z której piersi Saionji dobywa miecza Diosa. Bohaterka wygrywa pojedynek z chłopakiem, stając się właścicielką miecza, na krótką chwilę objawia się jej również sam Dios. Wygrana w pojedynku oznacza również, że Utena zostaje właścicielką Różanej Oblubienicy, Ancy Himemiyi. Od niej dowiaduje się, że pojedynki zawsze były i będą częścią tajemniczej reguły Różanej Pieczęci. Jeden ze członków samorządu uczniowskiego, Tōga Kiryū, wyjaśnia Utenie, że Różana Pieczęć jest wolą Końca Świata, zaś miecz Diosa ma moc zdolną dokonać Rewolucji.

## Bohaterowie
- Utena Tenjō (jap. 天上 ウテナ Tenjō Utena) – tytułowa bohaterka. W Akademii Ōtori zostaje szermierzem, chcąc bronić Ancy. Ubiera się w męski strój z różowymi szortami. Jest wysportowana, udziela się w różnych sportach, takich jak fechtunek, koszykówka, baseball, kendō.

Seiyū: Tomoko Kawakami 
- Ancy Himemiya (jap. 姫宮 アンシー Himemiya Anshii) – Różana Oblubienica, staje się własnością zwycięzcy pojedynku, oddając mu się dobrowolnie. Między nią a Uteną powstaje więź, którą z czasem można by nazwać miłością. Ma ciemną karnację. Chodzi do jednej klasy z Uteną.

Seiyū: Yuriko Fuchizaki 
- Tōga Kiryū (jap. 桐生 冬芽 Kiryū Tōga) – przewodniczący samorządu uczniowskiego, arogancki i przystojny szermierz, a zarazem playboy. Twierdzi, że zakochał się w Utenie. Pragnie zdobyć miecz Diosa, aby dokonać Rewolucji, zaś do swego celu dąży po trupach.

Seiyū: Takehito Koyasu 
- Kyōichi Saionji (jap. 西園寺 莢一 Saionji Kyōichi) – zastępca przewodniczącego samorządu uczniowskiego, kapitan drużyny kendō. Jest kapryśny, egotyczny, skłonny do wściekłości i okrutny. Był pierwszym właścicielem Różanej Oblubienicy, wierzy, że są sobie przeznaczeni, co nie przeszkadzało mu w znęcaniu się nad nią. Nie może wybaczyć Utenie, że mu ją odebrała.

Seiyū: Takeshi Kusao 
- Juri Arisugawa (jap. 有栖川 樹璃 Arisugawa Juri) – kapitan drużyny szermierskiej, jeden z członków samorządu uczniowskiego, nazywana Czarną Panterą. Jest podziwiana przez uczniów Akademii Ōtori, nawet nauczyciele mają przed nią respekt. Zazdrosna o Tōgę wzywa Utenę na pojedynek, który przegrywa.

Seiyū: Kotono Mitsuishi 
- Miki Kaoru (jap. 薫 幹 Kaoru Miki) – jeden z członków samorządu uczniowskiego, młody szermierz. Ma duże powodzenie wśród starszych dziewcząt. Jego umiejętności gry na pianinie i fechtunku są na ogólnoświatowym poziomie. Jest także geniuszem, chodzi na wykłady na uniwersytecie. Jest miły dla Uteny. Ma siostrę bliźniaczkę, Kozue, która jest o niego chorobliwie zazdrosna.

Seiyū: Aya Hisakawa 
- Chuchu (jap. チュチュ) – małpka Ancy, jej wierny i lojalny przyjaciel. Utena jest pierwszą osobą poza Ancy, która zdobyła sympatię Chuchu.

Seiyū: Satomi Koroogi 
- Akio Ōtori (jap. 鳳 暁生 Ōtori Akio) – brat Ancy, zastępuje dyrektora Akademii Ōhori. Ma ożenić się z wnuczką dyrektora, stąd Ōtori. To on jest Końcem Świata.
- Wakaba Shinohara (jap. 篠原 若葉 Shinohara Wakaba) – przyjaciółka Uteny.
- Dios (jap. ディオス) – tajemnicza postać. Właściciel miecza Diosa, prawdopodobnie mieszka w iluzji zamku zawieszonego w powietrzu do góry nogami. Prawdopodobnie jest również księciem, którą uratował Utenę w dzieciństwie. Tylko ona może go wywołać za pomocą miecza.
- Kozue Kaoru (jap. 薫 梢 Kaoru Kozue) – bliźniaczka Mikiego, chorobliwie o niego zazdrosna; uważa, że stanowi z nim jedność. Wpada w szał, gdy widzi Mikiego całującego śpiącą Utenę. Wprowadza sporo zamieszania, gdyż Miki, z woli Końca Świata, musi zmierzyć się z Uteną, by uratować Kozue. Chociaż chłopak przegrywa pojedynek, udaje mu się uratować siostrę, która zrozumiała swój błąd i przeprasza go.
- Nanami Kiryū (jap. 桐生 七実 Kiryū Nanami)

Seiyū: Yuri Shiratori 

### Bohaterowie prologu
- ciocia Yurika – opiekunka Uteny, dekoratorka wnętrz. Wyjeżdża do Amsterdamu, gdzie ma pracować w hotelu prowadzonym przez Japończyków jako jedna z osób odpowiedzialnych za wystrój.
- Kaido – przyjaciel Uteny, próbuje pomóc przyjaciółce w rozwiązywaniu zagadki listu z pocztówkami, którą Utena dostaje co roku.
- Wakaoji Aoi – życiowy partner Yuriki. Początkowo Utena bierze go za księcia, gdyż jest łudząco do niego podobny.

## Manga
| Nr | Język japoński   | Język japoński     | Język polski    | Język polski           |
| Nr | Data wydania     | ISBN               | Data wydania    | ISBN                   |
| -- | ---------------- | ------------------ | --------------- | ---------------------- |
| 1  | 11 grudnia 1996  | ISBN 4-09-136084-X | 1 grudnia 2007  | ISBN 978-83-61023-20-3 |
| 2  | 19 marca 1997    | ISBN 4-09-136085-8 | 1 marca 2008    | ISBN 978-8361-02321-0  |
| 3  | 22 sierpnia 1997 | ISBN 4-09-136086-6 | 1 czerwca 2008  | ISBN 978-8361-02322-7  |
| 4  | 15 grudnia 1997  | ISBN 4-09-136087-4 | 1 sierpnia 2008 | ISBN 978-83-61023-23-4 |
| 5  | 23 kwietnia 1998 | ISBN 4-09-136088-2 | 1 stycznia 2009 | ISBN 978-8361-02324-1  |
| 6  | ?                |                    | 1 maja 2009     | ISBN 978-8361-02325-8  |

## Serial (Shōjo kakumei Utena)
Serial, znacznie rozbudowany względem mangi, zebrał bardzo pozytywne recenzje wśród miłośników anime, dziś uważany jest za jednego z najlepszych przedstawicieli gatunku yuri, który to wątek w serialu został delikatnie zaakcentowany. Fabuła serialu jest znacznie obszerniejsza od fabuły komiksu, poczyniono również trochę zmian, które jednak bardzo pozytywnie oceniła autorka komiksu. Anime chwalone jest przede wszystkim za szczegółową animację, ciekawą i zróżnicowaną oprawę dźwiękową, ciekawe sylwetki bohaterów oraz mnogość poruszonych w nim tematów. Jedną z charakterystycznych cech serialu jest pojawiający się niemalże w każdym odcinku teatr cieni.

## Film pełnometrażowy (Utena la fillette révolutionnaire the Movie)
Film rozpoczyna się podobnie jak manga i serial, od przybycia ekscentrycznej Uteny do Akademii Ōtori. Okazuje się, że uczniem owej szkoły jest również Tōga Kiryū, jej dawna miłość, z którym przed wielu laty utraciła kontakt. Tōga wyznaje, że do akademii sprowadził go Różany Sygnet. Niedługo później również Utena otrzymuje podobny pierścień, symbol szermierzy. Wybrani uczniowie kolejno toczą ze sobą pojedynki, których zwycięzca zostaje panem Różanej Oblubienicy. Utena postanawia walczyć, chcąc uchronić koleżankę przed brutalnym jej traktowaniem, okazuje się jednak, że cała gra jest jedynie częścią większego planu, mającego wywołać Rewolucję.
Chociaż znajomość serii telewizyjnej nie jest konieczna do obejrzenia filmu, jej znajomość pozwala lepiej zrozumieć całość, która stanowi alternatywną wersję wydarzeń przedstawionych w komiksie i serialu. Film utrzymany jest w podobnej do serialu konwencji, więcej w nim jednak symboliki i surrealizmu.
Wprowadzone w kwietniu 2007 roku na polski rynek wydanie DVD filmu zawiera trzydziestodwustronicową broszurkę, w której przedstawiono bohaterów, streszczono serial oraz zaprezentowano ciekawostki, co pozwala lepiej zrozumieć produkcję pełnometrażową, bez znajomości serialu. Film wydany został przez firmę Anime Virtual pod tytułem francusko-anglojęzycznym.